# 구스 (새)

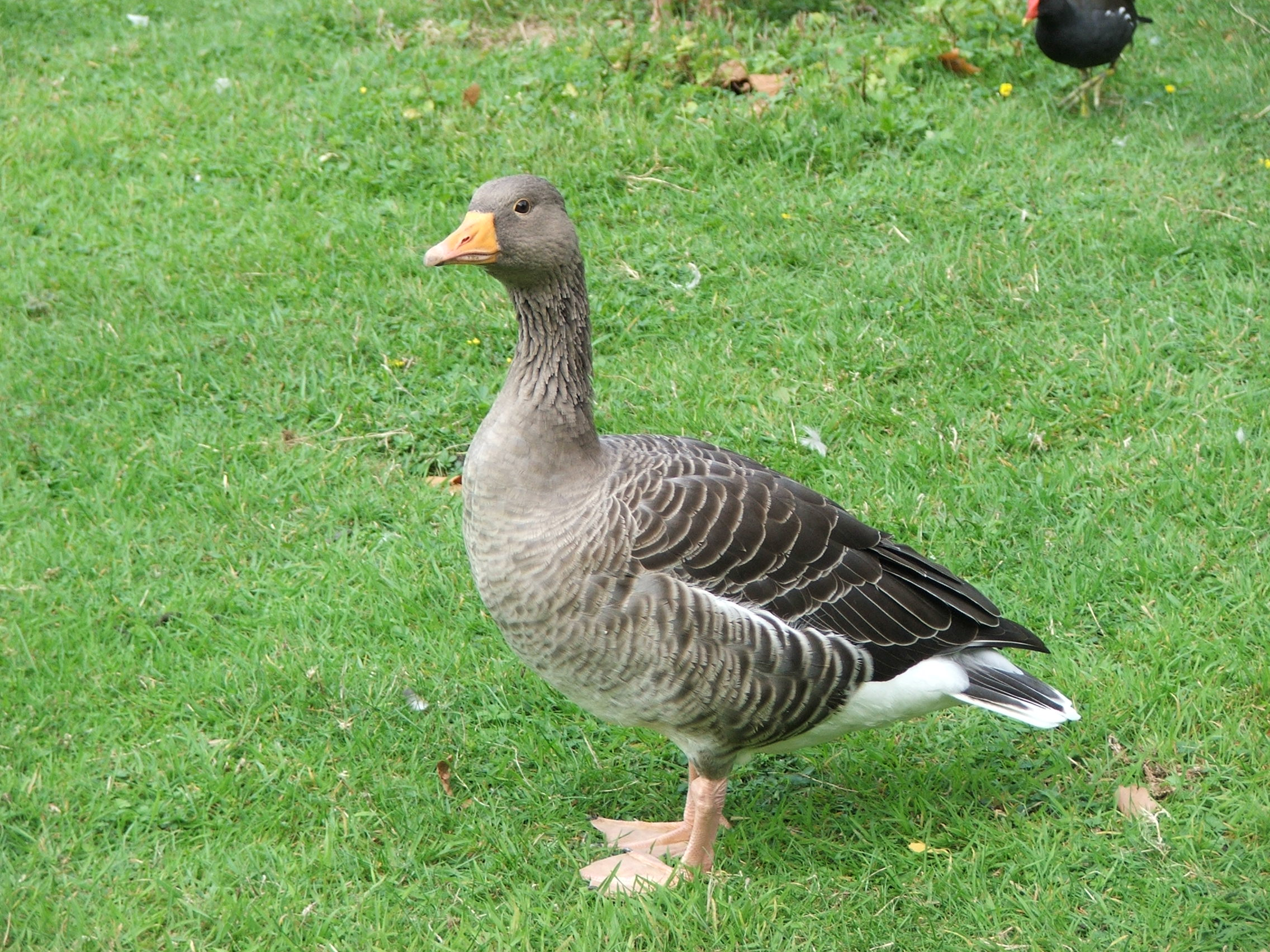
회색기러기

구스(goose)는 오리과(Anatidae)에 속하는 여러 기러기류에 속하는 새이다. 이 그룹은 기러기속과 흑기러기속으로 구성된다. 혹부리오리아과(Tadorninae, 예: 이집트기러기, 오리노코기러기)의 일부 종은 일반적으로 구스라고 불리지만, 분류학적으로 "진정한 구스"로 간주되지는 않는다. 오리과에서 더 먼 친척뻘인 종으로는 고니(대부분 진정한 구스보다 크고)와 오리(크기가 더 작음)가 있다.

## 갤러리

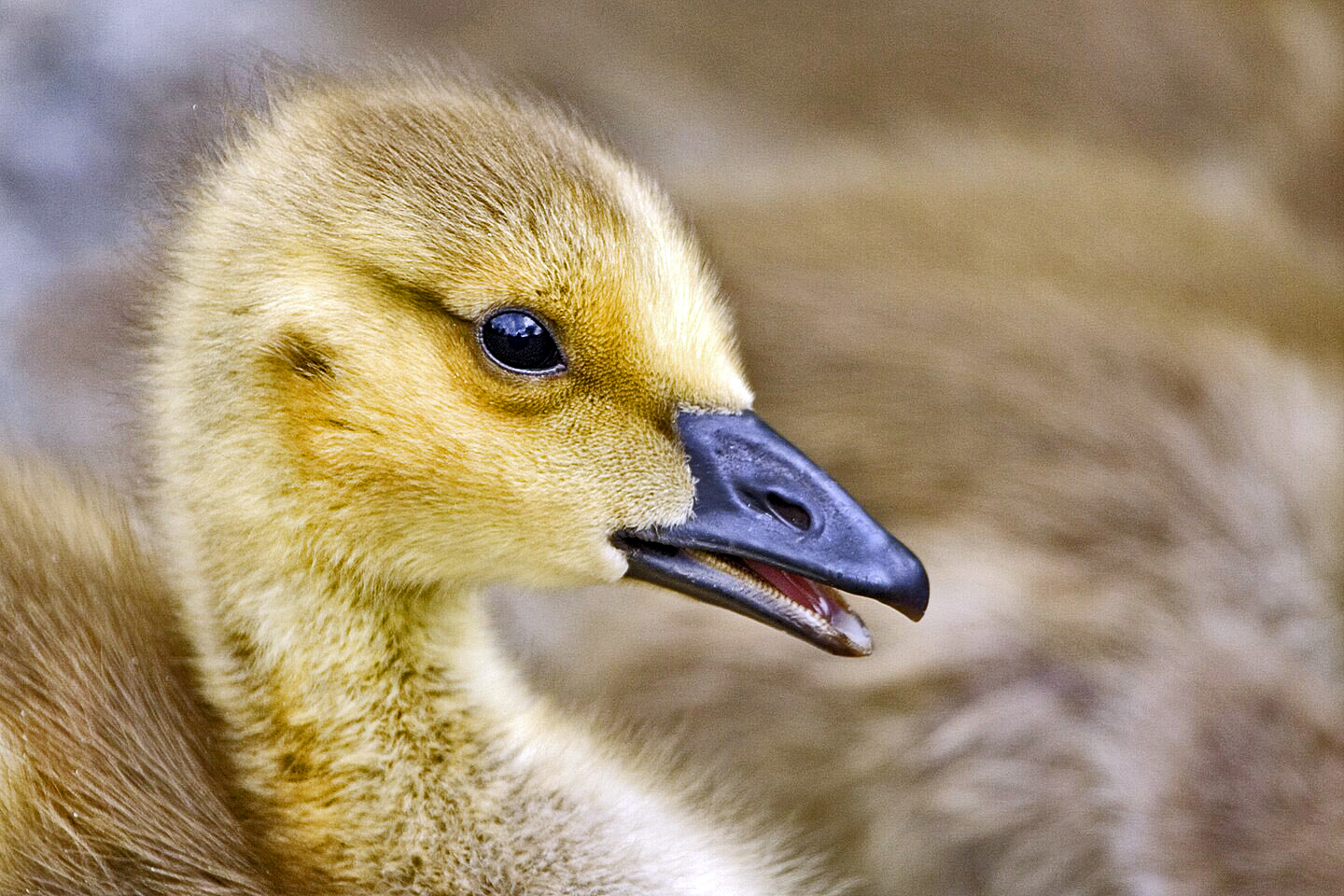
큰캐나다기러기

## 같이 보기
- 거위
- 거위구이
- 기러기목
- 오리과